# 삼지창잎코박쥐속
삼지창잎코박쥐속(Asellia)은 잎코박쥐과에 속하는 박쥐 속의 하나이다. 2~4종으로 이루어져 있다.

## 하위 종
- 아라비아삼지창잎코박쥐 (A. arabica)[2]
- 소말리아삼지창잎코박쥐 (A. italosomalica)[2]
- 파트리치삼지창잎코박쥐 (A. patrizii)
- 삼지창박쥐 또는 삼지창잎코박쥐 (A. tridens)